# Record Discovery
Record Discovery（レコードディスカバリー）はTOKYO FMをキーステーションとしてJFN系列全国38局ネットでかつて放送されていたラジオ番組。

## 概要
2007年5月 - 6月に毎週日曜10:00 - 10:30に放送された。パーソナリティーの小山ジャネット愛子が毎週1枚過去のJ-POPの名盤を紹介していた。
もともとこの時間は同年3月まで10:00 - 10:55までの枠でMAZDA SUPER SUNDAY→MAZDA MUSIC JAMが放送されていた。しかし、マツダがスポンサー撤退、番組が終了となり4月からスポンサーのない状態となった。4月の1ヶ月間はつなぎ番組としてアースデー関連番組「Message to the Blue Planet」を放送した。
5月になり10:30 - 10:55はYKK APがスポンサーにつき、「YKK AP presents 内田恭子のウチ・ココ〜ウチだけ、ココだけの話」が開始されたが、10:00 - 10:30はスポンサー無しのままであった。そのつなぎ番組として開始されたのが「Record Discovery」である。
6月になるとRecord Discoveryの枠でPanasonicのプラズマテレビ「VIERA」のスポットCMが流れるようになった。そのPanasonicは7月から同枠のスポンサーとなり番組を「Panasonic Melodious Library」に改めることとなりRecord Discoveryが終了となった。
なお、Record Discoveryはパーソナリティーが同じで時間が同じということもあり雰囲気がMAZDA MUSIC JAMとよく似ていた。しかし内容はMAZDA MUSIC JAMが海外のアーティストを取り上げていたのに対しRecord Discoveryでは日本の過去のアルバムを紹介しており、内容では差別化が図られていた。

## 出演
- 小山ジャネット愛子

| TOKYO FM / JFN 日曜 10:00 - 10:30枠                                  | TOKYO FM / JFN 日曜 10:00 - 10:30枠         | TOKYO FM / JFN 日曜 10:00 - 10:30枠                 |
| 前番組                                                               | 番組名                                      | 次番組                                              |
| -------------------------------------------------------------------- | ------------------------------------------- | --------------------------------------------------- |
| Message to the Blue Planet （2007年4月1日 - 4月29日） ※10:00 - 10:55 | Record Discovery （2007年5月6日 - 6月24日） | Panasonic Melodious Library （2007年7月1日 - 現在） |